# تشافيكول
التشافيكول مركب كيميائي ينتمي لمركبات تدعى فينيل بروبين يتواجد هذا المركب في أوراق نبات التنبول الذي ينمو في دول شرق آسيا كالهند وأندونيسيا نظراً لرائحة الشافيكول العطرة يستخدم في صناعة العطور.